# Ben Gri
Ben Gri (prt: Zona Cinzenta; bra: Desejo de Vingança) é uma série de televisão de suspense turca produzida pela OGM Pictures para a Walt Disney Company. A série estreou em 16 de novembro de 2022 como original através do Disney+ via Star.

## Sinopse
A vida de Fuat Akinci, um advogado bem-sucedido e respeitado, muda quando sua filha sofre um acontecimento infeliz. Querendo vingança, Fuat responde mensagens misteriosas enviadas para seu celular que vão virar sua vida do avesso e fazê-lo enfrentar o passado em meio à escuridão e à luz.

## Elenco e personagens
- Timuçin Esen como Fuat Akinci
- Ebru Özkan como Hülya
- Alican Yücesoy como Arda
- İlayda Akdoğan como Ceyda
- Buçe Buse Kahraman como Selin
- Mücahit Koçak
- Onur Bilge como Bülent
- Selin Kahraman como Leyla

## Episódios
| N.º | Título                                                 | Dirigido por | Escrito por | Exibição original      |
| --- | ------------------------------------------------------ | ------------ | ----------- | ---------------------- |
| 1   | "Hazirsan Basliyoruz" "Você Está Preparado?"           | ASA          | ASA         | 16 de novembro de 2022 |
| 2   | "Niye Sasirdin?" "Por Que Você Está Surpreso?"         | ASA          | ASA         | 16 de novembro de 2022 |
| 3   | "Sence Katil Kim?" "Quem Você Acha que é o Assassino?" | ASA          | ASA         | 23 de novembro de 2022 |
| 4   | "Sen Dogru Olani Yaptin" "Você Fez a Coisa Certa"      | ASA          | ASA         | 30 de novembro de 2022 |

## Lançamento
Ben Gri estreou em 16 de novembro de 2022 com seus dois primeiro episódios no Disney+ via Star onde disponível, no Hulu nos Estados Unidos e através do Star+ na América Latina.